# 德國國防軍陸軍第553國民擲彈兵師
德國國防軍陸軍第553國民擲彈兵師（德語：553. Volksgrenadier-Division）是納粹德國國防軍陸軍的一個國民擲彈兵師。該師於1944年10月改編自第553擲彈兵師。
該師改編後，一直在西線作戰。
該師最後於1945年5月在符腾堡附近向美軍投降。

## 註腳
1. ↑  Mitcham（2007年）